# Goździk
Goździk es una localidad de Polonia situada en el voivodato de Mazovia. Según el censo de 2021, tiene una población de 521 habitantes.
Está ubicada en el municipio (gmina) de Górzno, perteneciente al distrito (powiat) de Garwolin. 